# Liste der Kunstwerke im öffentlichen Raum in Graz/Gösting
Diese Liste der Kunstwerke im öffentlichen Raum in Graz/Gösting enthält die auf „OFFSITE_GRAZ“ (Oeffentliche Kunst seit fuenfundvierzig) gelisteten permanenten Kunstwerke im öffentlichen Raum (Public Art) im Grazer Stadtbezirk Gösting. OFFSITE_GRAZ wurde im Auftrag der Stadt Graz, in Koordination mit dem Kulturamt, entwickelt und umfasst einen Zeitraum bis 2011.

## Profane Kunstwerke
| Foto |                 | Name                            | Typ     | Standort                                                     | Künstler                | Datierung | Beschreibung                                                          | Metadaten         |
| ---- | --------------- | ------------------------------- | ------- | ------------------------------------------------------------ | ----------------------- | --------- | --------------------------------------------------------------------- | ----------------- |
| BW   | Datei hochladen | o.T. (Wknr. 115 C) ID: 1680     |         | HTL-Bulme Graz-Gösting, Ibererstraße 15 – 21 Standort        | Bruno Wildbach          | 2001      |                                                                       | Standort: Gösting |
| ja   | Datei hochladen | Spielende Kinder ID: 1219       |         | Josef-Pock-Straße 28 Standort                                | Wilma Niedermayr-Schalk | 1957      |                                                                       | Standort: Gösting |
| BW   | Datei hochladen | Aschenbrödel ID: 1307           |         | Josef-Pock-Straße 40 Standort                                | August Raidl            | 1956      |                                                                       | Standort: Gösting |
| BW   | Datei hochladen | Frau und Mann und Kind ID: 1308 |         | Josef-Pock-Straße 42 Standort                                | August Raidl            | 1957      |                                                                       | Standort: Gösting |
| ja   | Datei hochladen | Fassadengestaltung ID: 1226     |         | Janus-Apotheke und Drogerie, Wiener Straße 215, 217 Standort | Wilma Niedermayr-Schalk | 1969      | Die beiden Supraporten sind auch unter den IDs 1213 und 1214 erfasst. | Standort: Gösting |
| ja   | Datei hochladen | Tierkreiszeichen ID: 1245       |         | Wiener Straße 223 Standort                                   | Adolf A. Osterider      | 1960      |                                                                       | Standort: Gösting |
| BW   | Datei hochladen | Maria Immaculata ID: 1377       |         | Wiener Straße 246b Standort                                  | Alexander Silveri       |           |                                                                       | Standort: Gösting |
| ja   | Datei hochladen | Josef Schoiswohl ID: 1357       | Denkmal | Wiener Straße 256 Standort                                   | Alexander Silveri       |           |                                                                       | Standort: Gösting |
| ja   | Datei hochladen | Farbkonzept ID: 1438            |         | Plabutschtunnel, Kopfschachtöffnungen Standort               | Jorrit Tornquist        | 1986      |                                                                       | Standort: Gösting |

## Sakrale Kunstwerke
| Foto |                 | Name                                        | Typ | Standort                                                      | Künstler              | Datierung   | Beschreibung | Metadaten         |
| ---- | --------------- | ------------------------------------------- | --- | ------------------------------------------------------------- | --------------------- | ----------- | ------------ | ----------------- |
| ja   | Datei hochladen | Altar, Ambo ID: 889                         |     | St. Anna in Gösting, Göstinger Straße 189 Standort            | Christiane Brettschuh | 1995/96     |              | Standort: Gösting |
| ja   | Datei hochladen | Kreuz ID: 892                               |     | St. Anna in Gösting, Göstinger Straße 189 Standort            | Angelo Carobene       | 1995 (?)    |              | Standort: Gösting |
| ja   | Datei hochladen | Kreuzwegbilder ID: 983                      |     | St. Anna in Gösting, Göstinger Straße 189 Standort            | Toni Hafner           | um 1950 (?) |              | Standort: Gösting |
| BW   | Datei hochladen | 4 Evangelistensymbole, Lamm Gottes ID: 1260 |     | St. Anna in Gösting, Göstinger Straße 189 Standort            | Josef Papst           | 1959/60     |              | Standort: Gösting |
| BW   | Datei hochladen | Anna Selbdritt und Heilige ID: 1341         |     | St. Anna in Gösting, Altarwand, Göstinger Straße 189 Standort | Hans Schrötter        | 1949        |              | Standort: Gösting |
| BW   | Datei hochladen | Kruzifix ID: 1360                           |     | Christus König in Raach, Swikerstraße 45 Standort             | Alexander Silveri     | 1964        |              | Standort: Gösting |

## Quelle
- OFFSITE_GRAZ. Oeffentliche Kunst seit fuenfundvierzig. Abgerufen am 11. März 2018.